# Смольное (Львовская область)
Смольное (укр. Смільне) — село в Бродовской городской общине Золочевского района Львовской области Украины.
Население по переписи 2023 года составляло 747 человека. Занимает площадь 0,553 км². Почтовый индекс — 80606. Телефонный код — 3266.